# بيير تيلار دي شاردان

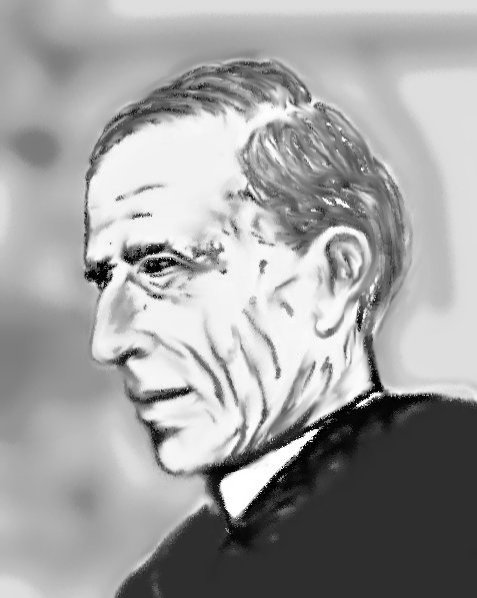

بيير تيلار دي شاردان  (1أيار/مايو 1881 - 10 أبريل 1955) Pierre Teilhard de Chardin هو فيلسوف وكاهن يسوعي وجيولوجي فرنسي والذي تخصص بعلم حفريات ما قبل التاريخ والحفريات وساهم باكتشاف إنسان بكين. ومن أعماله تصور فكرة نقطة أوميغا وتطوير مفهوم فلاديمير فردانسكي المعروف بمجال العقل أو مجال نو (Noosphere). واجهت بعض أفكاره معارضة المسؤولين في الكنيسة الكاثوليكية وتم منع العديد من كتبه ولقى لوم شديد.
وفي أهم كتبه المسمى «ظاهرة الإنسان» شرح تطور الكون بطريقة فريدة وابتعد فيها عن تفسيرات سفر التكوين التقليدية لصالح تفسير أقل صرامة مما اثار حفيظة بعض رجال الفاتيكان الذين اعتبروا أن طروحاته تقوض عقيدة الخطيئة الأصلية التي وضعها القديس أوغسطين. وقد عارض رؤسائه في الكنيسة أفكاره ومنع المكتب الكاثوليكي المقدس من نشر كتبه خلال حياته. وندد منشور 1950 الكنسي بالعديد من آراءه، إلا أنه ترك المسائل الأخرى مفتوحة. وفي الآونة الأخيرة، أشار البابا يوحنا بولس الثاني إلى مواقف أكثر ايجابية تجاه بعض أفكاره. وفي عام 2009، اشاد البابا بنديكتوس السادس عشر بفكرة دي شاردان التي تعتبر الكون «المضيف الحي»  وعلى الرغم من الإبقاء على التحذيرات الكنسيه لأعماله.

## حياته

### السنوات الأولى
ولد بيير تيلار دي شاردان في منطقة قلعة ساراسينا في أورسن، على مقربة من كليرمون فيران، في فرنسا يوم 1 مايو 1881. وينحدر من عائلة تيلار القديمة المشهورة بقضاتها. أما من جانب دي شاردان فأنه ينحدر من أسرة كانت مدعاة الفخر للويس الثامن عشر. وكان الرابع من عشر أولاد. كان والده عمانوئيل تيلار (1844-1932)، يهوى الطبيعة، وجمع الحجارة والحشرات والنباتات، شجع مراقبة الطبيعة في المنزل. كما أيقظت والدته شغفه بالروحانيات. وكان في 12 من العمر عندما التحق بكلية مونري اليسوعية، في فيلفرانش سور ساون، حيث أنهى شهادة البكالوريا في الفلسفة والرياضيات. ثم دخل، في عام 1899، الابتدائية اليسوعية في إيكس أون بروفانس حيث بدأت دراساته اللاهوتية والروحية والفلسفية.
وفي صيف 1901، دفع قانون فالديك روسو، بعض اليسوعيين إلى نفى أنفسهم إلى المملكة المتحدة مما دفع الطلاب اليسوعيين الشباب لمتابعة دراستهم في جيرسي. في هذه الأثناء، حصل تيلار على الليسانس في الأدب في كاين عام 1902.

### تدريب يسوع
من عام 1905 وحتي 1908، قام بتدريس الفيزياء والكيمياء في القاهرة، بمصر، في الكلية اليسوعية للعائلة المقدسة. وكتب قائلا «... هذا هو ابهار الشرق المتوقعة في حالة سكر وبشراهة... في أنوارها، ونباتاتها، وحيواناتها، وصحاريها.» (رسائل من مصر، (1905-1908))
درس تلار اللاهوت في هاستينغز، في ساسكس (المملكة المتحدة)، من عام 1908 وحتي 1912. هناك كان وقام بتوليف معرفته العلمية الفلسفية واللاهوتية على ضوء نظرية التطور. واعترف بعد قرأته كتاب «التطور الإبداعي» لهنري برغسون ان الكتاب كان: «العنصر من النار الذي التهم قلبه وروحه بالفعل». والهمت وجهات نظره بشأن تطور الدين وخاصة من وحي عالم الأحياء ثيودوسيوس دوبزنسكي على طرح أفكاره حول التطور الطبيعي. وأصبح تلار كاهنا في 24 أغسطس 1911، وهو البالغ 30 سنة من العمر.

### علم الأحافير والمستحاثات
من عام 1912 وحتي 1914، عمل تلار في مختبر علم المتحجرات التابع للمتحف الوطني للتاريخ الطبيعي، في باريس، باحثا في دراسة الثدييات ق الفترة الثالث الأوسط. كما درس في وقت لاحق في مكان آخر في أوروبا. في يونيو 1912 شكل جزءا من فريق الحفر الأصلي الذي عمل مع آرثر سميث وودوارد وتشارلز داوسون، المتابع لتحقيقات موقع بلتداون، بعد اكتشاف الشظايا الأولى لإنسان بلتداون والتي اعتمدت كمزورة فيما بعد. وقام البروفسور مارسيلين بول (المتخصص في دراسات النياردنتال البدائي ومكتشف الخطاء في الأصول البشرية لإنسان بلتداون)، بتوجيه تلار نحو دراسة المتحجرات البشرية. وأصبح صديقا لهنري بروي في متحف معهد حفريات الإنسان، ومما سمح له بالمشاركة معه عام 1913 في أعمال التنقيب في مغارة كاستيلو حيث يوجد رسوم كهوف ما قبل التاريخ في شمال غرب إسبانيا.

### خدمة الحرب العالمية الأولى
في ديسمبر 1914، خدم تلار في الحرب العالمية الأولى كحامل نقالة في فرقة الثامنة للقناصة المغاربة. وبسسب شجاعته حصل على العديد من التنويهات بما في ذلك وسام جوقة الشرف.
وخلال سنوات الحرب دون أفكاره في مذكراته ورسائله إلى ابنة عمه مارغريت تلار شامبون والتي جمعتها لاحقا في كتاب عنونته نشأة الفكر (pensée genèse). واعترف في وقت لاحق أن: «... الحرب... كانت اجتماعا مع المطلق». وكتب في عام 1916 مقالته الأولى: «الحياة الكونية» (La Vie Cosmique)، حيث بين فكره العلمي والفلسفي كما حياته الباطنية. وخلال إحدى عطلاته، قام بنذوره اليسوعية في سانت فوي لي ليون، في 26 مايو 1918. وكتب في أغسطس 1919، في جيرسي، كتابه «القوة الروحية للمادة» (Puissance spirituelle de la Matière). وت\نشر مقالات كاملة مالابين 1916 و1919 تحت العناوين التالية:
- «كتابات زمن الحرب» (Ecrits du temps de la Guerre)
- «نشأة فكرة» (genèse pensée، رسائل من 1914 حتي 1918)

وتابع تلار دراسته في جامعة السوربون في ثلاثة مجالات العلوم الطبيعية: الجيولوجيا، وعلم النبات وعلم الحيوان. وبعد عام 1920، حاضر في الجيولوجيا في معهد باريس الكاثوليكي، ثم أصبح أستاذا مساعدا بعد حصوله على درجة الدكتوراه في العلوم عام 1922.

### بحوث في الصين
سافر في العام 1923 إلى الصين بصحبة الأب اميل ليسن، الذي كان مسؤولا في تيانجين عن المختبر المهم بالتعاون مع متحف باريس للتاريخ الطبيعي ومختبر مارسيلين بول. قام ليسن بالأعمال الأساسية فيما بتعلق بالمبشرين الذين كانوا يقومون بتدوين الملاحظات ذات الطابع العلمي في وقت فراغهم. كان يعرف باسم ديريجن (德 日 进) في الصين.
كتب تلار عدة مقالات، بما في ذلك  كتلة العالم (La Messe sur le Monde)، في صحراء أوردوس. وتابع في السنة التالية إلقاء المحاضرات في المعهد الكاثوليكي، كما شارك في دورة المؤتمرات لطلاب مدارس المهندسين. ارسل رمقالتين لاهوتيتين حولالخطيئة الأصلية "إرسالها إلى رجال اللاهوت، بناء على طلبه، الا نهم فهموا بشكل خاطيء.
- يوليو 1920: السقوط، والفداء ومركزية الأرض (Chute, Rédemption et Géocentrie)
- ربيع 1922 : ملاحظات حول تمثيل تاريخي ممكن لالخطيئة الأصلية (Notes sur quelques représentations historiques possibles du Péché originel).

على الأثر، طلبت الكنيسة منه أن التوقف عن القاءالمحاضرات في المعهد الكاثوليكي، ومواصلة أبحاثه الجيولوجية في الصين.
سافر إلى الصين مرة أخرى في أبريل 1926. بقي هناك قرابة العشرين عاما، قيامه بالعديد من الرحلات في جميع أنحاء العالم. استقر حتى 1932 في تيانجين مع اميل ليسان ثم في بكين. من عام 1926 وحتي 1935، قام تلار بخمس رحلات بحوث جيولوجية في الصين والتي مكنته من تأسيس أول خريطة عامة لجيولوجية الصين.
في 1926 عامي -1927، ساح في وادي سانغ كان هو قرب كالغين وقام بجولة في منغوليا الشرقية. وقام بكتابة «الوسيط الإلاهي» (Le Milieu Divin). كما أعد الصفحات الأولى من عمله الرئيسي «ظاهرة الإنسان» له (Le Phénomène humain).
في عام 1926 انضم كمستشار إلى فريق الحفريات الجارية لموقع إنسان بكين في تشوكوديان واستمر في دوره كمستشار لمختبر أبحاث السينوزي التابع للهيئة الصينية للمسح الجيولوجي عند تأسيسها في عام 1928.
أقام في منشوريا مع اميل ليسان، ثم بقي في شنشى الغربية شنسى الشمالية مع عالم الحفريات الصينية سي يونغ ودابفدسون بلاك رئيس مجلس إدارة الهيئة الصينية لالمساحة الجيولوجية.
بعد جولة في منشوريا في منطقة جبال خينجان العظمى مع الجيولوجيين الصينيين، انضم تلار لفريق من البعثة الأمريكية لمركز آسيا في غوبي التي نظمت في حزيران/يونيو وتموز/يوليو، التي قام بها المتحف الأميركي للتاريخ الطبيعي برئاسة روي تشابمان اندروز.
اكتشف تلار وهنري برويل أن «إنسان بكين»، وهو أقرب أقرباء «إنسان جاوة» كان «حرفي» عامل نحتلا الحجارة ومتحكم بالنار. ثم كتب تلار كتابه روح الأرض (L'Esprit de laTerre).
شارك تلار كعالم في الرحلة الشهيرة المعروفة بالرحلة الصفراء التي مولها اندريه سيتروين في آسيا الوسطى. وبقي مع زملائه لعدة أشهر في اورومتشى عاصمة سينكيانج. في العام التالي بدأت بين الحرب بين الصين واليابان (1937-1945).
خلال كل هذه السنوات، ساهم تلار بفعالية لإنشاء نظام شبكة دولية للبحث في علم المتحجرات البشرية المتعلقة بالمنطقة الشرقية والجنوب شرقية للقارة الآسيوية. ة ارتبط عمله هذا بشكل خاص في هذه المهمة مع اثنين من اصدقائه وهما الإنجليزي والكندي ديفيدسون بلاك وجورج سكوت بربور. وفي كثير من الأحيان لم تدم زياراته لفرنسا والولايات المتحدة طويلا إذ كان دائما متأهب للذهاب في رحلات أخرى.

### سفراته حول العالم
وبقي تلار في فرنسا بين عامي 1927 و1928 مستقرا في باريس. سافر إلى لوفين، بلجيكا، لكانتال، اريج في فرنسا. ومن خلال المراجعات للعديد من المقالات في الاستعراضات، قابل أناس الناس جديد مثل بول فاليري وبرونو دي سولاجس، الذين قدموا المساعدة لمشاكله مع الكنيسة الكاثوليكية.
استجابة لدعوة من هنري دي مونفريد، قام تلار برحلة لمدة شهرين في أوبوك في هارار والصومال مع زميله الجيولوجي بيار لامار في جيبوتي قبل الشروع في للعودة إلى تيانجين. وفي الصين، أقام صداقة عميقة مع لوسيل سوان.
بقي تلار في فرنسا والولايات المتحدة بين عامي 1930-1931. وخلال مؤتمر عقد في باريس، صرح تلار: «على مراقبي المستقبل انتظار أكبر حدث وهو الظهور المفاجئ لالضمير الجماعي للإنسانية والعمل الإنساني».
وفي عاميؤ1932- و1933 بدأ لقاء الناس لتوضيح المسائل العالقة مع مجمع عقيدة الإيمان فيما يتعلق بمقالتيه المرفوضة من الكنيسة. التقى هيلموت فون تيرا، وهو عالم جيولوجي ألماني في المؤتمر الدولي للجيولوجيا في واشنطن العاصمة. وبعد بضعة أشهر توفي ديفيدسون بلاك.
في عام 1935 شارك تلار في بعثة جامعتي ييل وكامبردج في وسط وشمال الهند مع عالمي الجيولوجية هيلموت فون تيرا وباترسون، للتحقق من الافتراضات التي بنيت عليها حضارات العصر الحجري القديم في الهندي في منطقتي كشمير وادي مدى الملح.
ثم قام لفترة قصيرة في من موقع رجل جاوة بناء على دعوة من البروفيسور رالف كونينغسفلد فان. عثرت الحفريات التي قامت بها العثة الهولندية (في 1933) على سن في متجر عطارة صيني يعتقد انه يعود إلى قرد عملاق طويل القامة عاش حوالي نصف مليون سنة مضت.
ثم مكث في فرنسا، حيث مكث طزيح الفراش لاصابته بداء الملاريا. خلال رحلة عودته إلى بكين كتب «الطاقة الروحانية للمعاناة» (L'Energie spirituelle de la Souffrance).

### وفاته
توفي بيار تلار ده شاردان في مدينة نيويورك، حيث كان يقيم في كنيسة القديس اغناطيوس اليسوعية لويولا، في بارك افنيو. وفي مساء يوم 10 أبريل 1955، أصيب الكاهن البالغ من العمر 73 سنة بسكتة قلبية توفي على أثرها. ودفن في مقبرة اليسوعيون لدير مقاطعة نيويورك في سانت اندروس على الهدسون، في بوغكيبسي، شمال ولاية نيويورك. في عام 1970، تم نقل الدير إلى سيراكيوز، نيويورك على اثر بيع الموقع لكلية لوموين)، ومعهد الطبخ الأمريكية ليفتحا المدرسة بعد بضع سنوات. ومع ذلك، لا تزال المقبرة في الموقع القديم ويسمح للزوار بالزيارة لتقديم التعازي.

## الخلاف مع مسؤولي الكنيسة
في عام 1925، أمر فلاديمير لودوشوكي، كبير اليسوعيين، تلار بمغادرة منصبه كمديس وفرنسا بتوقيع على بيان سحب تصريحاته المثيرة للجدل بشأن عقيدة الخطيئة الأصلية. وبدلا من ترك اليسوعية، وقع تلار البيان وغادر متوجها إلى الصين.
وكانت هذه أول سلسلة من الادانات من قبل مسؤولي الكنسيه والتي من شأنها أن تستمر حتى فترة طويلة بعد وفاة تلار. كانت ذروة هذه الادانات عام 1962 حين قام المكتب المقدس بتوبيخه وشجب أعماله.
مع مرور الزمن، بدات تحصل كتاباته على المزيد من العطف داخل الكنيسة. على سبيل المثال، في 10 يونيو 1981، كتب الكاردينال أغوستينو كاسارولي على الصفحة الأولى من صحيفة الفاتيكان:
...بعد ذلك بفترة قصيرة وضح الحبر الاعظم أن التصريحات الأخيرة لأعضاء من الكنيسة، ولا سيما تلك التي ظهرت في الذكرى السنوية المئوية لولادة تلار، لا تفسر على أنها تراجع عن المواقف السابقة التي اتخذتها مسؤولو الكنيسة. وبالتالي فان بيان 1962 لا يزال يمثل السياسة الرسمية للكنيسة حتى يومنا هذا.
على الرغم من أن بعض المثقفين الكاثوليك (بما في ذلك هنري دي لوباك)  دافع عن تيلار وأفكاره، فقد أدان آخرون تعاليمه معتبيرينهم انحرافا عن الايمان المسيحي. وتشمل هذه جاك ماريتان، وإتيان جلسون وديتريش فون هيلدبراند.

## التعاليم

### التطور
في كتاب نشر له بعد وفاته بعنوان «ظاهرة الإنسان»، كتب تلار عن تكشف الكون المادي، من الجزيئات الأساسية إلى تطور الحياة والبشر المجال العقلي، وأخيرا إلى رؤيته للتطور ناحية نقطة أوميغا في المستقبل، والتي «تسحب» كل الخلق باتجاهه. كان رائدا من رواد فكرة استقامة التطَور، مدفوعا هدف الطريقة، وهي أن فكرة التطور يحدث بشكل مستقيم باتجاه هدف محدد، فيما يعرف بالتطور المقارب. جادل تلار في الحياء مستخدما تعابير داروين وأيد نموذج التطور التخليقي، ولكنه استخدم تعابير لمارشكيان في وصف تنمية الثقافة، من خلال وسائط التربية والتعليم.
يفهم تلار للكون من خلال عملية التطور. كما انه يفسر التعقيد كمحور تطور من غلاف الأرضي إلى المحيط الحيوي، ثم إلى الوعي (كإنسان) ومن ثم إلى الوعي الاعظم (نقطة أوميغا).

ويستند عمل تلار على الاقتناع بان تنمية الروحانية البشرية تتم عن طريق نفس القوانين الشاملة التي تتحكم بالتطور المادي. كتب يقول: "... كل شيء هو مجموع الماضي" و"لا يمكن فهم أي شيء إلا من خلال تاريخها". 'الطبيعة' تعادل أن 'تصبح'، وخلق النفس: هو الرأي الذي تأخذنا اليه التجربة دون أي مقاومة... ليس هناك شي، ولا حتى النفس البشرية، أو أي مظهر أعلى روحي نعلم من به، لا يأتي ضمن هذا القانون الشامل". ليس هناك أي شك في أن ظاهرة الإنسان يمثل محاولة لتلار في التوفيق بين عقيدته الدينية مع اهتماماته الأكاديمية كعالم حفريات. واحدى النقاط المؤثرة في كتاب تلار تنطوي على فكرة أن التطور يصبح عملية اختيارية على نحو متزايد. يشير تلار إلى أن المشاكل الاجتماعية من العزلة والتهميش تثبط التطور، إذ أن التطور يتطلب توحيد الوعي. ويذكر أنه "لا يمكن حصول تطور مستقبلي بشكل فردي بل بتعاون الجميع."  جادل تلار أن حالة الإنسان ستؤدي بالضرورة إلى وحدة نفسية للبشرية، على الرغم من أنه شدد على أن هذه الوحدة لا تتم إلا بشكل اختياري؛ وسمى هذه الوحدة الطوعية نفسية بunanimization. كما نص تلار أيضا على أن "التطور هو الصعود نحو الوعي"، وإعطى التدمغ كمثال للمراحل المبكرة، وبالتالي، يدل على تصاعد مستمر نحو نقطة أوميغا،  والتي هي بجميع النوايا والمقاصدالله. 
القرن الذي نعيشه هو ربما هو أكثر تدينا من أي قرن آخر. وكيف يمكن أن تفشل في أن تكو، بوجود مثل هذه المشاكل؟ والمشكلة الوحيدة هي عدم وجود الله يمكن أن يعشق.

### تكوين المسيح

دائرة نصف قطرها والظل إلى دائرة.

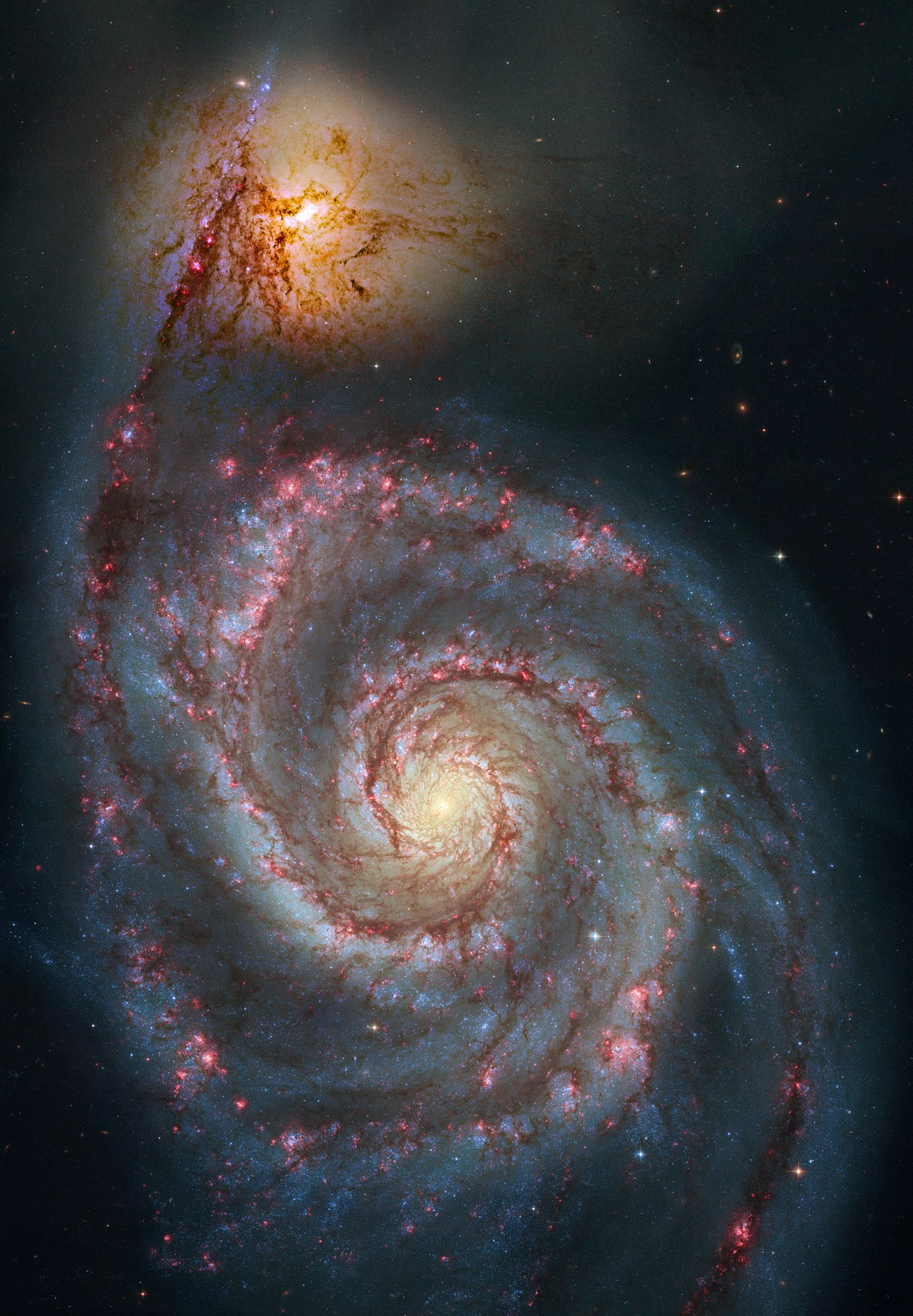
مجرة الدوامة (M51). من أجل البساطة، تلار يتصور الكون ومجرة حلزونية واحدة والتي هي نواة الذاتي تعكس (في تحول على نفسها)، ويلعب دور المراقب واعية، والكم، بتدبير ميكانيكيا بقية "غالاكسي".

دوامة لوغاريتمي من الجاذبية في تشكيل. كلما اقتربنا من مركز في دوامة، وتدريبية، وكلما زاد الحب والطاقة وتحول في بناء نفسها المتمتعة بالحكم الذاتي، التفكير، والوعي، ويرمز تقليديا بالثعبان أوروبوروس. بعد لقاء مع الثعبان، أصبح آدم وحواء ذاتي الوعي (على سبيل المثال، شعرت بالعار، وبدأت تغطية أعضائهم التناسلية بأوراق التين). وهكذا، فإن أوروبوروس (فضلا عن العقرب، لاذع رئيسها)، هو رمز للجنس البشري نفسه.

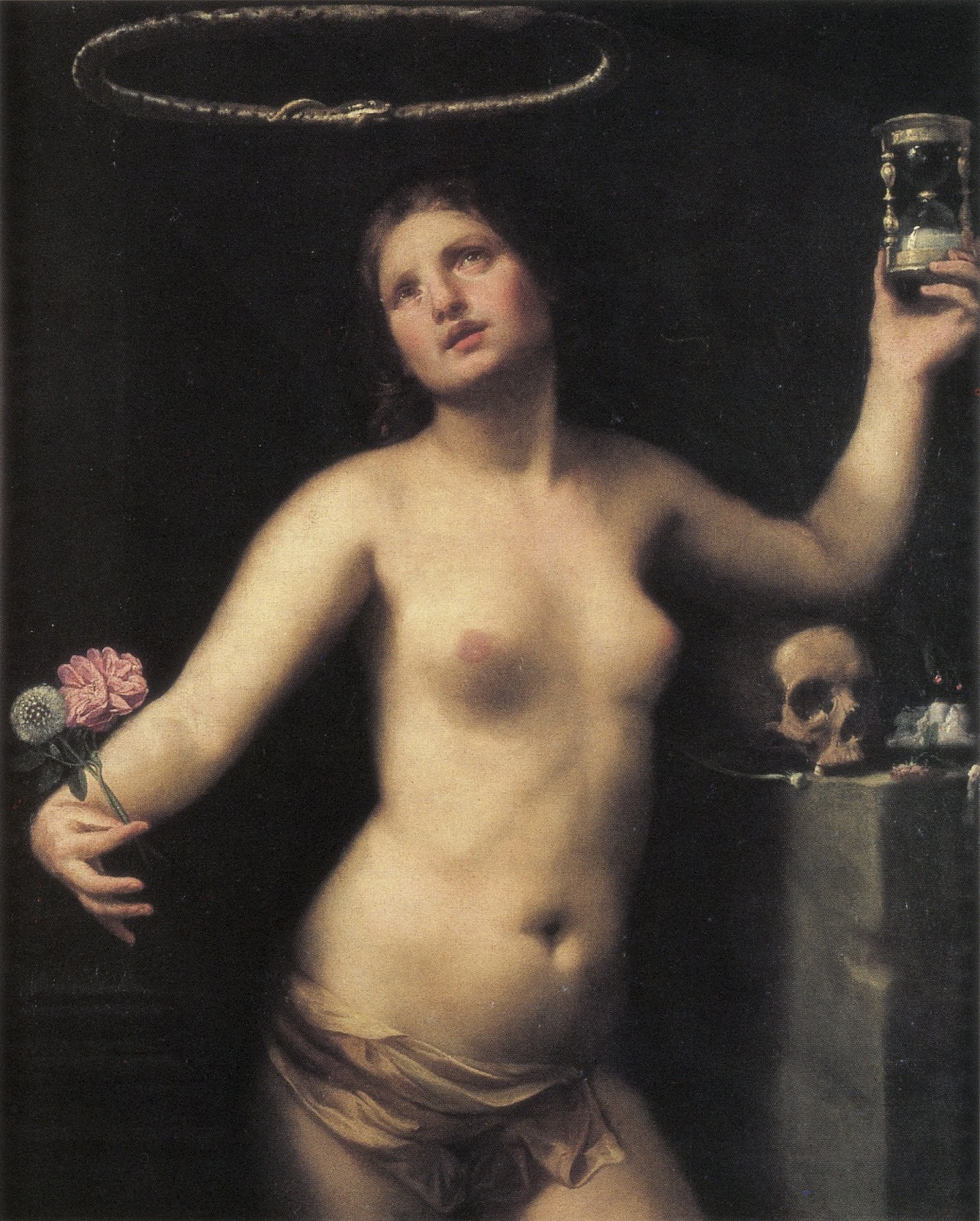
وOuroboros هو رمز للجنس البشري نفسه.

تصور تلار الكون والمجرة مثل  تدفق الجاذبية (تدفق «لطاقة الحب»)، على شكل حلزوني عنصرين: شعاعي ومماسي. وليعكس الصعود إلى درجة جودة أعلى، أعطى تلار دوامة التطورية شكل قُمعي:
وفقا لمبدأ الحد الأدنى لمجموع الطاقة الكامنة، تحويل "المجرة الحلزونية" جزيئات الطاقة'الجاذبية الحركية إلى إمكاناتها في مجال الطاقة والطاقة الجاذبية الترابطية. ونتاج الطاقات الحركية والطاقات الترابطية هو بجده الأقصى في مركز جاذبية الكون".
وهكذا، فإن الراس الضيق للقمع الحلزوني هو النقطة الدنيا من طاقة الجاذبية الكامنة (أي نقطة «استقرار كبير»)، وبنفس الوقت هو النقطة القصوى للتعقيد المنظم:
التأمل الذاتي (الوعي) هو، حرفيا، تحول في تدفق الطاقة على الحب نفسه:
- الانعكاس (في «التشريح») هو الانحناء الخلفي لهيكل أو جزء منه على نفسها. (انعكاس قاموس كولينز باللغة الإنجليزية)
- كلما اقتربنا من مركز حلزونية النشوء، كلما أصبح الانحناء الذاتي على نفسه اقصي (أي ارتفع تدفق طاقة الحب والتأمل الذاتي، والوعي).
- وعندما يصل إلى مركز الدفق الحلزوني الكوني لطاقة الحب، ستهندس البشرية الكون ليصبح حالة مسيح جماعي :
- وبعد أن يصل إلى أقصى تعقيداته، سيتعرض المسيح الجماعي (أي البشرية) إلى انهيار ديموغرافي، وستتركز كل هندسة عالم القوى البشرية في نقطة واحدة والتي سترتفع تلقائيا إلى رتبة المسيح الشخصاني :
- أوركسترا يرأسها عدد من الموسيقيين لا تنتج أي شيء وإنما غير النشاز الغير متماسك. عندما يتناقص عدد قادة الالكسترة ليصبحوا رجل واحد، تتحول الأوركسترا من لعب النشاز إلى لعب سمفونية، وتحول إلى «الهيئة متكاملة مع قائد الالكسترة.»